# Галејша (Канзас)
Галејша (енгл. Galatia) град је у америчкој савезној држави Канзас.

## Демографија
По попису из 2010. године број становника је 39, што је 22 (-36,1%) становника мање него 2000. године.
| Група             | 2000.      | 2010.      |
| Белци             | 51 (83,6%) | 36 (92,3%) |
| Афроамериканци    | 0 (0,0%)   | 0 (0,0%)   |
| Азијати           | 0 (0,0%)   | 0 (0,0%)   |
| Хиспаноамериканци | 0 (0,0%)   | 3 (7,7%)   |
| Укупно            | 61         | 39         |